# Маточкин, Юрий Семёнович
Ю́рий Семёнович Ма́точкин (18 октября 1931 — 6 июля 2006) — учёный, экономист, политик, Глава администрации Калининградской области в 1991—1996 годах, член Совета Федерации Федерального Собрания РФ в 1993—1996 годах.

## Биография
Родился в русской семье в селе Симское Иглинского района Башкирской АССР. В 1955 году окончил Ленинградское высшее военно-морское пограничное училище МВД СССР и служил командиром катера в Погранвойсках сначала МВД СССР, а затем в Погранвойсках КГБ при Совете Министров СССР.
После проведения сокращения Вооружённых Сил СССР на 1,2 млн человек перешёл на гражданский флот. В 1960—1973 годах прошел должности от штурмана до старпома и капитана на судах Министерства рыбного хозяйства СССР. Был капитан-директором транспортного рефрижератора «Прибой».
В 1973 году избран председателем правления крупного рыболовецкого колхоза «За Родину» в п. Взморье Калининградской области, осуществлявшего лов в Атлантическом океане. Параллельно с производственной деятельностью учится в аспирантуре, занимается научной деятельностью.
В 1977 году назначен ректором Всесоюзного института повышения квалификации руководящих работников и специалистов рыбной промышленности и рыбного хозяйства. Становится доктором экономических наук, профессором, руководит институтом до 1990 года.
18 марта 1990 года становится народным депутатом РСФСР, а 25 сентября 1991 года Указом Президента РСФСР назначается главой администрации Калининградской области.
Под руководством Ю. С. Маточкина создан Закон о СЭЗ «Янтарь», который позволил области существовать после того, как она стала частью России, отделённой от основной части территорией Литвы и Белоруссии.
В 1996 году проиграл выборы на пост губернатора Калининградской области Леониду Горбенко. Работал вице-президентом АО «Рефтрансфлот» (г. Калининград), преподавал в университете, некоторое время был председателем региональной организации Российской объединённой социал-демократической партии. До марта 2006 года был депутатом Калининградской областной Думы 3-го созыва.
Скоропостижно скончался в своей квартире в Светлогорске 6 июля 2006 года.
В память о нём в Калининграде названы новая улица в микрорайоне Сельма, и траулер проекта КМТ02; установлен памятник на могиле на Старом городском кладбище Калининграда. На доме, в котором проживал Ю. С. Маточкин, открыта мемориальная доска.

## Награды
- Орден «За заслуги перед Отечеством» IV степени (18 сентября 1996 года) — за заслуги перед государством и многолетний добросовестный труд[7]
- Орден Трудового Красного Знамени
- Медаль «Защитнику свободной России» (22 декабря 1993 года) — за исполнение гражданского долга при защите демократии и конституционного строя 19-21 августа 1991 года, большой вклад в проведение в жизнь демократических преобразований[8]
- Медаль «За отличие в охране государственной границы» (26 июня 1995 года) — за заслуги перед государством, успехи, достигнутые в труде, большой вклад в укрепление дружбы, сотрудничества между народами и самоотверженные действия при спасении погибавших[9]
- Благодарность Президента Российской Федерации (12 августа 1996 года) — за активное участие в организации и проведении выборной кампании Президента Российской Федерации в 1996 году[10]